# Epifani de Pavia
Epifani de Pavia (438–496), venerat com a sant, fou bisbe de Pavia del 466 fins a la seva mort el 496. També va tenir els càrrecs de lector, subdiaca i diaca.
Al llarg de la seva vida, Epifani van emprendre diverses missions en relació amb l'Església. Dues de les més significatives van ser un viatge com a ambaixador de l'emperador Juli Nepot a la cort del rei visigot Euric; i un viatge a Ravenna, per entrevistar-se amb Teodoric el Gran, rei dels ostrogots, després que aquest hagués derrotat a Odoacre, i li va demanar que mantingués la promesa que Odoacre havia fet de respectar els drets civils dels aristòcrates romans.

## Biografia
La principal font documental sobre Epifani és la Vita Epifanius escrita per Magnus Fèlix Ennodi, qui el va conèixer en persona i va viatjar amb ell quan era bisbe i va anar a visitar el rei Gundebald dels burgundis en una missió que va durar del 494 al 496. Segons aquest escriptor, el pare d'Epifani es deia Maure i la seva mare Focaria, que era parent del bisbe de Milà, Mirocles (304-326). Als vuit anys va ser confiat al bisbe Crispí, qui li va ensenyar a llegir, a escriure i estenografia i amb qui va aprendre l'ofici de lector. Als divuit anys fou consagrat subdiaca, i als vint anys diaca. El bisbe Crispí, poc abans de morir i en presència del cònsol retirat Flavi Rústic, el va designar com a successor seu. Tot i que al començament es va resistir a acceptar aquesta responsabilitat, finalment fou nomenat bisbe de Milà, amb seu a Pavia, quan tenia 28 anys.
Poc després de ser nomenat bisbe, li van demanar que intervingués com a mediador en el conflicte entre l'emperador Procopi Antemi i el general Ricimer, però va aconseguir una pau poc duradora. Ricimer va tornar a optar per la violència i va assetjar la ciutat de Roma fins que els que feien costat a Antemi, empesos per la fam, el va abandonar i l'emperador fou capturat quan provava de fugir disfressat de peregrí a l'església de Santa Maria in Trastevere i allà mateix el van decapitar.
En general en les confrontacions d'aquest període era valorada la mediació d'un bisbe, que a curt o a llarg termini marcaven la seva influència sobre els governants i aristòcrates, ja que eren tinguts per savis i desinteressats consellers.En el vuitè any del seu bisbat (primavera del 475), l'emperador Juli Nepot el va enviar en missió diplomàtica a la cort del rei Euric per provar d'aturar les incursions dels visigots. De la seva visita es va concloure un tractat de pau tot i que poc després Nepot ja no era emperador, sinó que va ser deposat per Orestes.
En els seus comentaris a la Vita Epifanius, la historiadora G.M. Cook fa notar que dels tretze anys que van des de l'entrada d'Odoacre en els assumptes de govern d'Itàlia amb la derrota d'Orestes el 476, fins a l'arribada de Teodoric el 489, un període que abasta gairebé la meitat de l'episcopat d'Epifani, l'autor li dedica vuit capítols (101 - 107), cinc dels quals tracten sobre la restauració d'esglésies. L'únic incident destacat durant aquest període de tretze anys és la petició a Odoacre d'alleugerir les exigències del prefecte de pretori Pelagi, que li fou concedida.
Una altra actuació important d'Epifani van ser les negociacions pel rescat de la seva germana Honorata, que havia estat raptada del monestir de Sant Vicent a Pavia, durant la guerra entre Teodoric el Gran i Odoacre. Atès que Teodoric va guanyar la guerra, un dels seus actes va ser castigar els romans que havien donat suport a Odoacre privant-los dels seus drets civils; Epifani es va presentar davant el rei per demanar que fossin restaurats aquests drets. Theodoric va assegurar que compliria amb la petició a condició que Epifani actués a favor seu i anés a negociar amb els burgundis per pagar el rescat de la seva gent que havien estat capturats en una incursió a Ligúria mentre ell estava ocupat en la guerra amb Odoacre l'any 489.
Epifani va morir a causa dels rigors d'aquell viatge fet durant l'hivern. Era el 21 de gener del 496 i tenia cinquanta-vuit anys. Aquell any es complien trenta anys del seu servei a l'Església.

## Veneració
Després de la mort d'Epifani, Ennodi, el seu successor en el bisbat, en va escriure la seva biografia entre els anys 501 i 504. Fou venerat com a sant i les seves relíquies es van traslladar cap a Hildesheim l'any 963, on es conserven dins d'un gran reliquiari a la catedral. Malgrat haver moltes proves que demostren aquest traslat, existeix a Pavia una persistent creença que és allà on estan les relíquies i tan arrelada estava la creença que al segle xviii van traslladar les restes mortals del qui pensaven era sant Epifani des de l'església de sant Francesc de Paula a Pavia fins a l'església de Sant Francesc el Gran. El 1834, el bisbe Tosi de Pavia va reconèixer formalment l'autenticitat d'aquestes restes.